# Wahlkreis Azcapotzalco
Der Wahlkreis Azcapotzalco ist ein Wahlkreis (distrito electoral) für die Abgeordnetenkammer von Mexiko.

## Wahlergebnisse

### Wahl 2018
| Kandidaten                                                           | Kandidaten                                 | Stimmen | %    | Listen                               | Direktstimmen | Direktstimmen | Listenstimmen | Listenstimmen |
| Kandidaten                                                           | Kandidaten                                 | Stimmen | %    | Listen                               | Stimmen       | %             | Stimmen       | %             |
| -------------------------------------------------------------------- | ------------------------------------------ | ------- | ---- | ------------------------------------ | ------------- | ------------- | ------------- | ------------- |
|                                                                      | Miguel Angel Jauregui Montes de Ocagewählt | 141.670 | 53,8 | Movimiento Regeneración Nacional     | 121.918       | 46,3          | 124.245       | 47,2          |
| Partido del Trabajo                                                  | Miguel Angel Jauregui Montes de Ocagewählt | 141.670 | 53,8 | 6.960                                | 2,6           | 9.038         | 3,4           |               |
| Partido Encuentro Social                                             | Miguel Angel Jauregui Montes de Ocagewählt | 141.670 | 53,8 | 6.606                                | 2,5           | 8.387         | 3,2           |               |
| PT – MORENA – ES                                                     | Miguel Angel Jauregui Montes de Ocagewählt | 141.670 | 53,8 | 4.218                                | 1,6           | –             | –             |               |
| PT – MORENA                                                          | Miguel Angel Jauregui Montes de Ocagewählt | 141.670 | 53,8 | 1.216                                | 0,5           | –             | –             |               |
| MORENA – ES                                                          | Miguel Angel Jauregui Montes de Ocagewählt | 141.670 | 53,8 | 625                                  | 0,2           | –             | –             |               |
| PT – ES                                                              | Miguel Angel Jauregui Montes de Ocagewählt | 141.670 | 53,8 | 127                                  | 0,0           | –             | –             |               |
|                                                                      | Fernando Cuellar Reyes                     | 80.493  | 30,6 | Partido Acción Nacional              | 48.407        | 18,4          | 49.529        | 18,8          |
| Partido de la Revolución Democrática                                 | Fernando Cuellar Reyes                     | 80.493  | 30,6 | 21.382                               | 8,1           | 22.520        | 8,6           |               |
| Movimiento Ciudadano                                                 | Fernando Cuellar Reyes                     | 80.493  | 30,6 | 7.530                                | 2,9           | 8.444         | 3,2           |               |
| PAN – PRD – MC                                                       | Fernando Cuellar Reyes                     | 80.493  | 30,6 | 2.184                                | 0,8           | –             | –             |               |
| PAN – PRD                                                            | Fernando Cuellar Reyes                     | 80.493  | 30,6 | 618                                  | 0,2           | –             | –             |               |
| PRD – MC                                                             | Fernando Cuellar Reyes                     | 80.493  | 30,6 | 202                                  | 0,1           | –             | –             |               |
| PAN – MC                                                             | Fernando Cuellar Reyes                     | 80.493  | 30,6 | 170                                  | 0,1           | –             | –             |               |
|                                                                      | Martin Morales Melchor                     | 24.006  | 9,1  | Partido Revolucionario Institucional | 24.006        | 9,1           | 24.006        | 9,1           |
|                                                                      | Israel Margarito Castro Alpizar            | 11.601  | 4,4  | Partido Verde Ecologista de México   | 11.601        | 4,4           | 11.601        | 4,4           |
|                                                                      | Jose Isabel Quezada Vazquez                | 5.195   | 2,0  | Partido Nueva Alianza                | 5.195         | 2,0           | 5.195         | 2,0           |
|                                                                      | Nicht registrierte Kandidaten              | 263     | 0,1  | –                                    | 263           | 0,1           | 263           | 0,1           |
| Gesamt                                                               | Gesamt                                     | 263.228 | 100  |                                      | 263.228       | 100           | 263.228       | 100           |
|                                                                      |                                            |         |      |                                      |               |               |               |               |
| Ungültige Stimmen                                                    | Ungültige Stimmen                          | 9.368   | 3,4  |                                      |               |               |               |               |
| Wähler                                                               | Wähler                                     | 272.596 | 72,0 |                                      |               |               |               |               |
| Wahlberechtigte                                                      | Wahlberechtigte                            | 378.726 |      |                                      |               |               |               |               |
|                                                                      |                                            |         |      |                                      |               |               |               |               |
| Quellen: Instituto Nacional Electoral, Direktstimmen – Listenstimmen |                                            |         |      |                                      |               |               |               |               |

- Wahlbündnisse – Stimmenverteilung

| Wahlbündnis                 | Listen  | Listen | Listen | Gesamt |
| Wahlbündnis                 | MORENA  | PT     | ES     | Gesamt |
| --------------------------- | ------- | ------ | ------ | ------ |
| PT – MORENA – ES            | 1.406   | 1.406  | 1.406  | 4.218  |
| PT – MORENA                 | 608     | 608    | –      | 1.216  |
| MORENA – ES                 | 313     | –      | 312    | 625    |
| PT – ES                     | –       | 64     | 63     | 127    |
| Direktstimmen nach Parteien | 121.918 | 6.960  | 6.606  | –      |
| Listenstimmen: Gesamt       | 124.245 | 9.038  | 8.387  | –      |

| Wahlbündnis                 | Listen | Listen | Listen | Gesamt |
| Wahlbündnis                 | PAN    | PRD    | MC     | Gesamt |
| --------------------------- | ------ | ------ | ------ | ------ |
| PAN – PRD – MC              | 728    | 728    | 728    | 2.184  |
| PAN – PRD                   | 309    | 309    | –      | 618    |
| PRD – MC                    | –      | 101    | 101    | 202    |
| PAN – MC                    | 85     | –      | 85     | 170    |
| Direktstimmen nach Parteien | 48.407 | 21.382 | 7.530  | –      |
| Listenstimmen: Gesamt       | 49.529 | 22.520 | 8.444  | –      |

### Wahl 2021
| Kandidaten | Kandidaten                      | Stimmen | %    | Listen                           | Direktstimmen | Direktstimmen | Listenstimmen | Listenstimmen |
| Kandidaten | Kandidaten                      | Stimmen | %    | Listen                           | Stimmen       | %             | Stimmen       | %             |
| --- | ------------------------------- | ------- | ---- | -------------------------------- | ------------- | ------------- | ------------- | ------------- |
| | Wendy González Urrutiagewählt   | 88.039  | 44,5 | Partido Acción Nacional          | 55.148        | 27,9          | 56.139        | 28,4          |
| Partido Revolucionario Institucional | Wendy González Urrutiagewählt   | 88.039  | 44,5 | 25.658                           | 13,0          | 26.630        | 13,5          |               |
| Partido de la Revolución Democrática | Wendy González Urrutiagewählt   | 88.039  | 44,5 | 4.460                            | 2,3           | 5.270         | 2,7           |               |
| PAN – PRI – PRD | Wendy González Urrutiagewählt   | 88.039  | 44,5 | 2.226                            | 1,1           | –             | –             |               |
| PAN – PRI | Wendy González Urrutiagewählt   | 88.039  | 44,5 | 410                              | 0,2           | –             | –             |               |
| PAN – PRD | Wendy González Urrutiagewählt   | 88.039  | 44,5 | 88                               | 0,0           | –             | –             |               |
| PRI – PRD | Wendy González Urrutiagewählt   | 88.039  | 44,5 | 49                               | 0,0           | –             | –             |               |
| | Gabriela Georgina Jiménez Godoy | 87.869  | 44,4 | Movimiento Regeneración Nacional | 77.072        | 39,0          | 77.719        | 39,3          |
| Partido Verde Ecologista de México | Gabriela Georgina Jiménez Godoy | 87.869  | 44,4 | 6.024                            | 3,0           | 6.300         | 3,2           |               |
| Partido del Trabajo | Gabriela Georgina Jiménez Godoy | 87.869  | 44,4 | 3.276                            | 1,7           | 3.850         | 1,9           |               |
| PT – MORENA | Gabriela Georgina Jiménez Godoy | 87.869  | 44,4 | 769                              | 0,4           | –             | –             |               |
| PVEM – PT – MORENA | Gabriela Georgina Jiménez Godoy | 87.869  | 44,4 | 530                              | 0,3           | –             | –             |               |
| PVEM – MORENA | Gabriela Georgina Jiménez Godoy | 87.869  | 44,4 | 169                              | 0,1           | –             | –             |               |
| PVEM – PT | Gabriela Georgina Jiménez Godoy | 87.869  | 44,4 | 29                               | 0,0           | –             | –             |               |
| | Fernando Espino González        | 10.985  | 5,6  | Fuerza por México                | 10.985        | 5,6           | 10.985        | 5,6           |
| | Justo Montesinos López          | 4.883   | 2,5  | Movimiento Ciudadano             | 4.883         | 2,5           | 4.883         | 2,5           |
| | David Daniel Razo Uribe         | 3.997   | 2,0  | Partido Encuentro Solidario      | 3.997         | 2,0           | 3.997         | 2,0           |
| | Fabiana Ávila Alcocer           | 1.802   | 0,9  | Redes Sociales Progresistas      | 1.802         | 0,9           | 1.802         | 0,9           |
| | Nicht registrierte Kandidaten   | 212     | 0,1  | –                                | 212           | 0,1           | 212           | 0,1           |
| Gesamt | Gesamt                          | 197.787 | 100  |                                  | 197.787       | 100           | 197.787       | 100           |
| |                                 |         |      |                                  |               |               |               |               |
| Ungültige Stimmen | Ungültige Stimmen               | 5.297   | 2,6  |                                  |               |               |               |               |
| Wähler | Wähler                          | 203.084 | 53,2 |                                  |               |               |               |               |
| Wahlberechtigte | Wahlberechtigte                 | 381.923 |      |                                  |               |               |               |               |
| |                                 |         |      |                                  |               |               |               |               |
| Quellen: Tribunal Electoral, Ergebnis (Wahlberechtigte: alle Wahllokale) – Instituto Nacional Electoral, Direktstimmen – Listenstimmen (die Wahl wurde in den Wahllokalen 61B, 61C-1, 162C-1 und 324C-1 für ungültig erklärt) |                                 |         |      |                                  |               |               |               |               |

- Wahlbündnisse – Stimmenverteilung

| Wahlbündnis                 | Listen | Listen | Listen | Gesamt |
| Wahlbündnis                 | PAN    | PRI    | PRD    | Gesamt |
| --------------------------- | ------ | ------ | ------ | ------ |
| PAN – PRI – PRD             | 742    | 742    | 742    | 2.226  |
| PAN – PRI                   | 205    | 205    | –      | 410    |
| PAN – PRD                   | 44     | –      | 44     | 88     |
| PRI – PRD                   | –      | 25     | 24     | 49     |
| Direktstimmen nach Parteien | 55.148 | 25.658 | 4.460  | –      |
| Listenstimmen: Gesamt       | 56.139 | 26.630 | 5.270  | –      |

| Wahlbündnis                 | Listen | Listen | Listen | Gesamt |
| Wahlbündnis                 | MORENA | PVEM   | PT     | Gesamt |
| --------------------------- | ------ | ------ | ------ | ------ |
| PT – MORENA                 | 385    | –      | 384    | 769    |
| PVEM – PT – MORENA          | 177    | 177    | 176    | 530    |
| PVEM – MORENA               | 85     | 84     | –      | 169    |
| PVEM – PT                   | –      | 15     | 14     | 29     |
| Direktstimmen nach Parteien | 77.072 | 6.024  | 3.276  | –      |
| Listenstimmen: Gesamt       | 77.719 | 6.300  | 3.850  | –      |

### Wahl 2024
| Kandidaten                                                           | Kandidaten                             | Stimmen | %    | Listen                           | Direktstimmen | Direktstimmen | Listenstimmen | Listenstimmen |
| Kandidaten                                                           | Kandidaten                             | Stimmen | %    | Listen                           | Stimmen       | %             | Stimmen       | %             |
| -------------------------------------------------------------------- | -------------------------------------- | ------- | ---- | -------------------------------- | ------------- | ------------- | ------------- | ------------- |
|                                                                      | Gabriela Georgina Jiménez Godoygewählt | 136.980 | 53,1 | Movimiento Regeneración Nacional | 104.169       | 40,4          | 108.561       | 42,1          |
| Partido Verde Ecologista de México                                   | Gabriela Georgina Jiménez Godoygewählt | 136.980 | 53,1 | 12.658                           | 4,9           | 16.624        | 6,4           |               |
| Partido del Trabajo                                                  | Gabriela Georgina Jiménez Godoygewählt | 136.980 | 53,1 | 7.857                            | 3,0           | 11.795        | 4,6           |               |
| PVEM – PT – MORENA                                                   | Gabriela Georgina Jiménez Godoygewählt | 136.980 | 53,1 | 9.086                            | 3,5           | –             | –             |               |
| PVEM – MORENA                                                        | Gabriela Georgina Jiménez Godoygewählt | 136.980 | 53,1 | 1.389                            | 0,5           | –             | –             |               |
| PT – MORENA                                                          | Gabriela Georgina Jiménez Godoygewählt | 136.980 | 53,1 | 1.335                            | 0,5           | –             | –             |               |
| PVEM – PT                                                            | Gabriela Georgina Jiménez Godoygewählt | 136.980 | 53,1 | 486                              | 0,2           | –             | –             |               |
|                                                                      | Salvador Amado Correa Galván           | 97.028  | 37,6 | Partido Acción Nacional          | 62.972        | 24,4          | 65.537        | 25,4          |
| Partido Revolucionario Institucional                                 | Salvador Amado Correa Galván           | 97.028  | 37,6 | 21.636                           | 8,4           | 24.149        | 9,4           |               |
| Partido de la Revolución Democrática                                 | Salvador Amado Correa Galván           | 97.028  | 37,6 | 5.196                            | 2,0           | 7.342         | 2,8           |               |
| PAN – PRI – PRD                                                      | Salvador Amado Correa Galván           | 97.028  | 37,6 | 5.980                            | 2,3           | –             | –             |               |
| PAN – PRI                                                            | Salvador Amado Correa Galván           | 97.028  | 37,6 | 938                              | 0,4           | –             | –             |               |
| PAN – PRD                                                            | Salvador Amado Correa Galván           | 97.028  | 37,6 | 204                              | 0,1           | –             | –             |               |
| PRI – PRD                                                            | Salvador Amado Correa Galván           | 97.028  | 37,6 | 102                              | 0,0           | –             | –             |               |
|                                                                      | Marco Antonio Pérez Cabarroca          | 23.687  | 9,2  | Movimiento Ciudadano             | 23.687        | 9,2           | 23.687        | 9,2           |
|                                                                      | Nicht registrierte Kandidaten          | 307     | 0,1  | –                                | 307           | 0,1           | 307           | 0,1           |
| Gesamt                                                               | Gesamt                                 | 258.002 | 100  |                                  | 258.002       | 100           | 258.002       | 100           |
|                                                                      |                                        |         |      |                                  |               |               |               |               |
| Ungültige Stimmen                                                    | Ungültige Stimmen                      | 5.317   | 2,0  |                                  |               |               |               |               |
| Wähler                                                               | Wähler                                 | 263.319 | 71,8 |                                  |               |               |               |               |
| Wahlberechtigte                                                      | Wahlberechtigte                        | 366.680 |      |                                  |               |               |               |               |
|                                                                      |                                        |         |      |                                  |               |               |               |               |
| Quellen: Instituto Nacional Electoral, Direktstimmen – Listenstimmen |                                        |         |      |                                  |               |               |               |               |

- Wahlbündnisse – Stimmenverteilung

| Wahlbündnis                 | Listen  | Listen | Listen | Gesamt |
| Wahlbündnis                 | MORENA  | PVEM   | PT     | Gesamt |
| --------------------------- | ------- | ------ | ------ | ------ |
| PVEM – PT – MORENA          | 3.029   | 3.029  | 3.028  | 9.086  |
| PVEM – MORENA               | 695     | 694    | –      | 1.389  |
| PT – MORENA                 | 668     | –      | 667    | 1.335  |
| PVEM – PT                   | –       | 243    | 243    | 486    |
| Direktstimmen nach Parteien | 104.169 | 12.658 | 7.857  | –      |
| Listenstimmen: Gesamt       | 108.561 | 16.624 | 11.795 | –      |

| Wahlbündnis                 | Listen | Listen | Listen | Gesamt |
| Wahlbündnis                 | PAN    | PRI    | PRD    | Gesamt |
| --------------------------- | ------ | ------ | ------ | ------ |
| PAN – PRI – PRD             | 1.994  | 1.993  | 1.993  | 5.980  |
| PAN – PRI                   | 469    | 469    | –      | 938    |
| PAN – PRD                   | 102    | –      | 102    | 204    |
| PRI – PRD                   | –      | 51     | 51     | 102    |
| Direktstimmen nach Parteien | 62.972 | 21.636 | 5.196  | –      |
| Listenstimmen: Gesamt       | 65.537 | 24.149 | 7.342  | –      |